# AS Capoise
AS Capoise – haitański klub piłkarski z siedzibą w mieście Cap-Haïtien.

## Osiągnięcia
- Mistrz Haiti (1) : 1997
- Puchar Haiti (Coupe d'Haïti) (1): 1938